# Matouš Děpolt Popel z Lobkovic
Matouš Děpolt Popel z Lobkovic, také z Lobkowicz (21. září 1564 – 11. října 1619 Praha) byl místodržícím Českého království, hejtmanem prácheňského kraje (1597–1598, 1603–1604, 1605–1606) a velkopřevorem johanitského řádu (1591–1611). Pocházel z duchcovské větve šlechtického rodu Popelů z Lobkovic.

## Kariéra
Jeho rodiče byli Václav Popel z Lobkovic († 1574) a Bonuše z Veitmile. Do řádu johanitů vstoupil v roce 1586, díky svým schopnostem se později stal komturem. Po smrti velkopřevora Kryštofa staršího z Vartenberka byl zvolen bratry převorství a následně císařem Rudolfem II. jmenován novým velkopřevorem (27. května 1591).
Za jeho působení došlo k ekonomickému pozvednutí celého převorátu. Začal také s renesanční obnovou řádového konventu na pražské Malé Straně, který byl dosud poškozen následkem husitských válek. Povedlo se mu také uzavřít konkordát s císařem Rudolfem II., který johanitům zajišťoval svobodné volby velkopřevora bez zásahu císaře (9. června 1598).
Za českého stavovského povstání byl 23. května 1618 ušetřen 3. pražské defenestrace.[zdroj?]
Byl pohřben v katedrále sv. Víta na Pražském hradě.

## Zajímavosti
- Roku 1605 udělil pečeť a znak městečku Radomyšl, které patřilo do majetku johanitského řádu.[2]
- V roce 1983 byl ztvárněn hercem Peterem Debnárem v československém historickém seriálu Lekár umierajúceho času.
- V roce 2009 byl na radnici ve Volyni objeven erb Matouše Děpolta Popela z Lobkovic, který používal těsně před svým zvolením do úřadu velkopřevora.[5][6]